# Ochmistrz (urząd)
Ochmistrz, łac. magister curiae – urzędnik dworski, zarządca dworu królowej.
W 1366 r. wspomniany w dokumentach jest ochmistrz nadworny. Ochmistrz zarządzał bezpośrednio służbą, był opiekunem i wychowawcą dzieci.
W późniejszym okresie szczególną rangę miał ochmistrz królowej, zwany marszałkiem dworu królowej. Był zarządcą jej dworu, pełniąc podobne funkcje jak marszałek nadworny i podkomorzy nadworny na dworze władcy. Podczas wystąpień publicznych królowej niósł przed nią laskę. Reprezentował królową przed urzędami oraz utrzymywał w jej imieniu kontakty z sejmem i dygnitarzami państwowymi. Zarządzał bezpośrednio męską służbą, a przez ochmistrzynię – żeńską.
Ochmistrzyni była jednocześnie przełożoną dam dworu (fraucymeru). Urząd ochmistrzyni był jedynym oficjalnym urzędem w dawnej Polsce obsadzanym przez kobietę. Była nią zawsze żona senatora.
Wzorem władców ochmistrza posiadali na swoim dworze magnaci, a damy, wzorując się na królowej, odrębnego zarządcę (ochmistrza) swojego dworu i ochmistrzynię. We dworach szlacheckich ochmistrzynią nazywano główną gospodynię, nieraz także guwernantkę, nauczycielkę domową, gdyż często pełniła również funkcje gospodyni.
Podobny urząd występował w innych państwach. W Europie Środkowej i Wschodniej swoją nazwę brał tak jak w Polsce od niemieckiego Hofmeister.